# Josep Corredor Matheos
Josep Corredor Matheos   (Alcázar de San Juan, 1929) és un crític d'art i escriptor en castellà que viu a Catalunya.

## Biografia
El 1936, la seva família es va establir a Barcelona i va estudiar dret a la Universitat de Barcelona. Ha col·laborat com a critíc a les revistes i diaris Destino, La Vanguardia, Cuadernos de Arquitectura, i a Nous Horitzons de Mèxic. En el camp de la crítica de l'art i la biografia, ha publicat nombrosos llibres i s'ha involucrat profundament en el món de l'art català i espanyol. És membre de la Reial Acadèmia de Belles Arts de Sant Ferran.
S'ha dedicat a la poesia en castellà, i se'l considera com a membre de la Generació de 1950, tot i la influència rebuda del budisme i de la cultura oriental.
Entre altres guardons, ha rebut el Premi Boscà de Poesia de 1961, la Creu de Sant Jordi de 1988, el Premi d'Arts Plàstiques de la Generalitat de Catalunya de 1993, el Premi Nacional de Traducció i el Premio Nacional de Poesia de 2005.

## Obres

### Poesia
- Ocasión donde amarte (1953)
- Poesía 1951-1975
- Poesía 1970-1994
- El don de la ignorancia (2005)

### Traduccions
- Poesía catalana contemporánea, antologia bilingüe, selecció i traducció del català de Josep Corredor Matheos. Madrid: Espasa-Calpe, 1983. Va rebre el Premio nacional de traducción entre lenguas españolas el 1984.
- Ocho siglos de poesía catalana. Antología bilingüe. Josep M. Castellet i Joaquim Molas (eds.), traducció de J. Batlló i Josep Corredor Matheos. Madrid: Alianza, 1969.

### Crítica d'art
- Cerámica popular española (1970)
- Ceràmiques de Miró-Artigas (1974)
- Ceràmica Popular Catalana (1978)
- Los carteles de Miró (1981)
- La joguina a Catalunya (1982)
- Arquitectura industrial a Catalunya (1984)
- FAD, dels Bells Oficis al disseny actual (1984)
- El sagrat en l'art (1995)
- Artesanía de España (1999), amb Julio Caro Baroja

### Biografies
- Joan Brotat (1965)
- Leandre Cristòfol (1967)
- Angelina Alòs (1967)
- Emília Xargay (1968)
- Francesc Torres Monsó (1968)
- "Apa" (1970)
- Joan Miró (1972 i 1975)
- García-Llort (1974)
- Pere Gastó Vilanova (1974)
- Subirachs (1975)
- Maria Girona (1976)
- Ponç (1978)
- B. Palencia (1979)
- Guinovart (1981)
- Grau Santos (1986)
- Tamayo (1987)
- Arranz Bravo (1989)
- Montserrat Gudiol (1990)
- Pallarés (1991)
- Joan Rebull (1991)
- Antoni Tàpies (1992)
- Apel·les Fenosa (1993)
- Gregorio Prieto Muñoz (1998)
- Albert Ràfols-Casamada (2000)
- Jaume Mercadé (2001)
- Romà Vallès (2001)
- Miguel Milà (2001)
- Joan Capella (2011)